# Ectopatria loxonephra
Ectopatria loxonephra är en fjärilsart som beskrevs av Turner 1944. Ectopatria loxonephra ingår i släktet Ectopatria och familjen nattflyn. Inga underarter finns listade i Catalogue of Life.